# Borca (Macugnaga)
Borca (zer Burfuggu in walser) è una frazione  del comune italiano di Macugnaga, in provincia del Verbano-Cusio-Ossola, in Piemonte.

## Geografia fisica
Questa località walser sorge ad una latitudine di 1195 m s.l.m.. Si trova alla biforcazione della strada in cui un ramo si dirige verso la sponda sinistra dell'Anza arrivando fino alla frazione di Staffa e al Passo Moro e la valle di Saas e l'altro attraversa il torrente conducendo verso la val Quarazza e il Passo del Turlo che collega tale zona alla Valsesia.

## Storia
Borca è forse tra le frazioni più antiche del comune sparso di Macugnaga perché si trova in una posizione di transito sia da chi proviene dalla Valsesia che dalla Svizzera e dalla valle Anzasca. Si hanno documenti risalenti alle famiglie dell'abitato già nel 1400 dove si trovano consorziate e hanno preso possesso dell'alpe Cicervald. Fino al 1880 Macugnaga era divisa amministrativamente in quattro quartieri. Borca insieme a Isella, Motta, Quarazza, Fornarelli, Scheber e Spis costituiva il terzo quartiere, con territorio su entrambi i lati del torrente Anza e con vari alpeggi. Il terziere formulava dei propri Statuti amministrativi. 
L'economia della frazione si basava sulla agricoltura e la pastorizia ma nel XVIII secolo diventava importante anche l'attività mineraria con la costruzione di ruote idrauliche e mulini per frantumare il materiale estratto. Sul finire del 1800 diventava preponderante l'attività alberghiera e turistica. 
Dal 1881 al 1939 Borca ha avuto il ruolo di capoluogo del comune di Macugnaga e sede del municipio e degli uffici postali e telefonici.

## Monumenti e luoghi d'interesse
- Oratorio della Beata Vergine della Neve: piccolo edificio religioso del 1653 a pianta rettangolare.
- Museo Antica Casa Walser (in lingua walser Museo Alts Walserhüüs Van Zer Burfuggu): abitazione dell'epoca completa di tutti gli arredi e gli oggetti caratteristici del passato; un tempo è stata la casa del coadiutore parrocchiale residente a Borca[4],[5].
- Miniera d'oro della Guia: è stata attiva dal XVIII secolo al 1961, attualmente è la prima miniera d'oro museo delle Alpi aperta al pubblico[6].